# 객관주의
객관주의(客觀主義, objectivism)는 러시아계 미국 작가 아인 랜드에 의해 고안, 발전된 철학 체계다. 랜드는 파운틴헤드(1943년), 웅크린 아틀라스(1957년) 같은 소설을 통해 객관주의를 처음 표현했고, 후기에는 수필이나 비문학 도서를 통해 활동했다. 여기에 랜드의 지적 후계자로 지명된 전문 철학자 레너드 피코프가 보다 형식적인 구조를 잡았다. 피코프는 객관주의를 변화의 대상이 아닌 "닫힌 계"라고 설명한다.
객관주의의 중심 교리는 이러하다.
- 존재론: 실재란 의식과 독립적으로 존재하고, 인간은 감각을 통해 실재에 접촉한다.
- 인식론: 감각을 통한 접촉으로 개념을 형성하고 귀납 논리라는 과정을 거침으로써 인간은 객관적 지식을 얻는다.
- 윤리학: 인간의 정당한 도덕적 목적성은 그 자신의 행복을 추구(합리적 이기주의)하는 것이다.
- 정치학: 개인의 정당한 권리를 완전히 보장할 수 있는 사회 체제는 자유방임 자본주의 야경국가가 유일하다.
- 미학: 인간의 삶에 있어 예술의 역할은, 누구나 이해할 수 있고 누구나 공감할 수 있는 물리적 형상을 가진 실재의 선별적 재현물(예술작품)을 만들어서 인간의 형이상학적 사고를 변화시키는 것에 있다.

강단 철학자들은 랜드 및 그 추종자들의 철학을 거의 평가절하하거나 아예 무시한다. 왜냐하면, 객관주의는 감각과 의식에 관한 충분한 상호 연관성을 고려하지 않았으며, 이원적 체계 속에서 실재를 향한 자유의지(의식의 영역)의 추구를 주장하기 때문이다. 나아가서, 객관주의 인식론으로는 자유방임 자본주의의 당위성을 확립하기 매우 어렵거나 불가능하다는 것이 철학계의 일반적인 견해이다.
객관주의는 미국의 자유지상주의, 신보수주의에 큰 영향을 미쳤다.

## 같이 보기
- 철학물

## 참고 자료
- Badhwar, Neera; Long, Roderick T. (Fall 2020).  Zalta, Edward N., 편집. “Ayn Rand”. 《Stanford Encyclopedia of Philosophy》. 2021년 5월 20일에 확인함.